# Huile essentielle de houblon

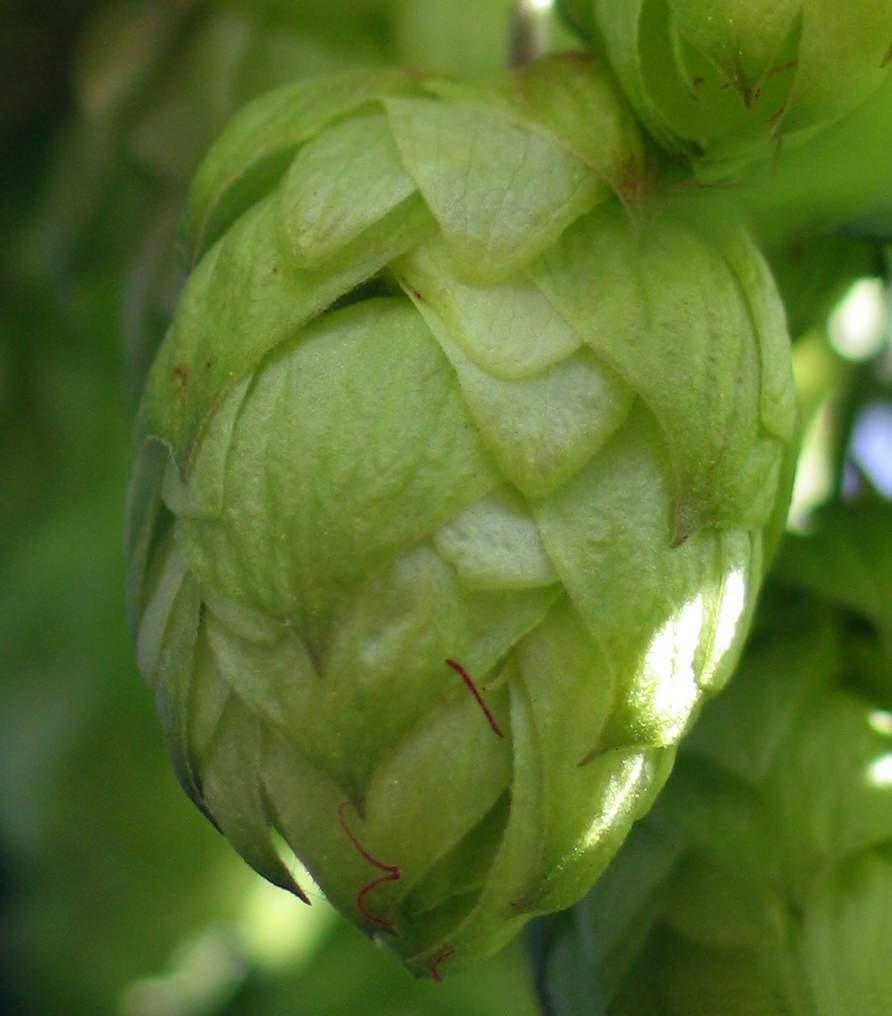
Cône femelle de houblon.

L'huile essentielle de houblon, ou huile de houblon, est une huile essentielle présente dans le houblon. Elle est sécrétée par les glandes lupulines, qui sécrètent également les acides amers. Elle représente 0,2 % à 1,7 % des cônes femelles de houblon et donne au houblon son arôme caractéristique.  
L'huile de houblon comprend plusieurs centaines de composés chimiques aromatiques aux propriétés physico-chimiques, biologiques et organoleptiques variées. 

## Fractions
On répartit les différents composés de l'huile de houblon en trois fractions : une fraction hydrocarbonée contenant des monoterpènes, des sesquiterpènes et des hydrocarbures aliphatiques, une fraction oxygénée, contenant des alcools terpéniques, des alcools sesquiterpéniques et d'autres composés oxygénés, et une fraction soufrée, contenant des thioesters, des sulfures et d'autres composés soufrés.

### Fraction hydrocarbonée
Dans la fraction hydrocarbonée, qui représente de 50 à 80 % de l'huile totale, les composés les plus importants sont les monoterpènes α- et β-pinène, myrcène et limonène, et les sesquiterpènes α-humulène, β-farnésène, β-caryophyllène, α- et β-sélinène, et γ -muurolène. D'autres composés hydrocarbonés sont présents dans les cônes de houblon en petites quantités. 

### Fraction oxygénée
La fraction oxygénée représente jusqu'à 30 % de l'huile totale. Elle se forme pendant la maturation, le traitement et le stockage du houblon. C'est un mélange complexe d'alcools terpéniques, d'aldéhydes, de cétones, d'époxydes, d'acides et d'esters. Les composés les plus étudiés de la fraction oxygénée sont le linalol, le géraniol, l'oxyde de caryophyllène et le farnésol.

### Fraction soufrée
La fraction soufrée représente une petite partie, moins de 1 % de l'huile totale. Cette fraction a peu ou pas d'activité biologique, cependant certains de ces composés ont un seuil de perception de saveur très bas.
| Huile de houblon                                           |                                                             |                                                      |                                                   |
| Hydrocarbures terpéniques (environ 75 % de l'huile totale) | Hydrocarbures terpéniques (environ 75 % de l'huile totale)  | Composés oxygénés (environ 25 % de l'huile totale)   | Composés soufrés (moins de 1 % de l'huile totale) |
| monoterpène : myrcène                                      | sesquiterpène : humulène (α-caryophyllène), β-caryophyllène | linalol : géraniol, oxyde de caryophyllène, farnésol |                                                   |

## Myrcène
Le myrcène occupe une place particulière parmi les composants de l'huile de houblon. Il est hautement volatil et oxydable, il donne une odeur piquante au houblon frais et peut donner à la bière une nuance d'arôme poivré et balsamique.